# Mustang
|  | Per a altres significats, vegeu «Mustang (desambiguació)». |

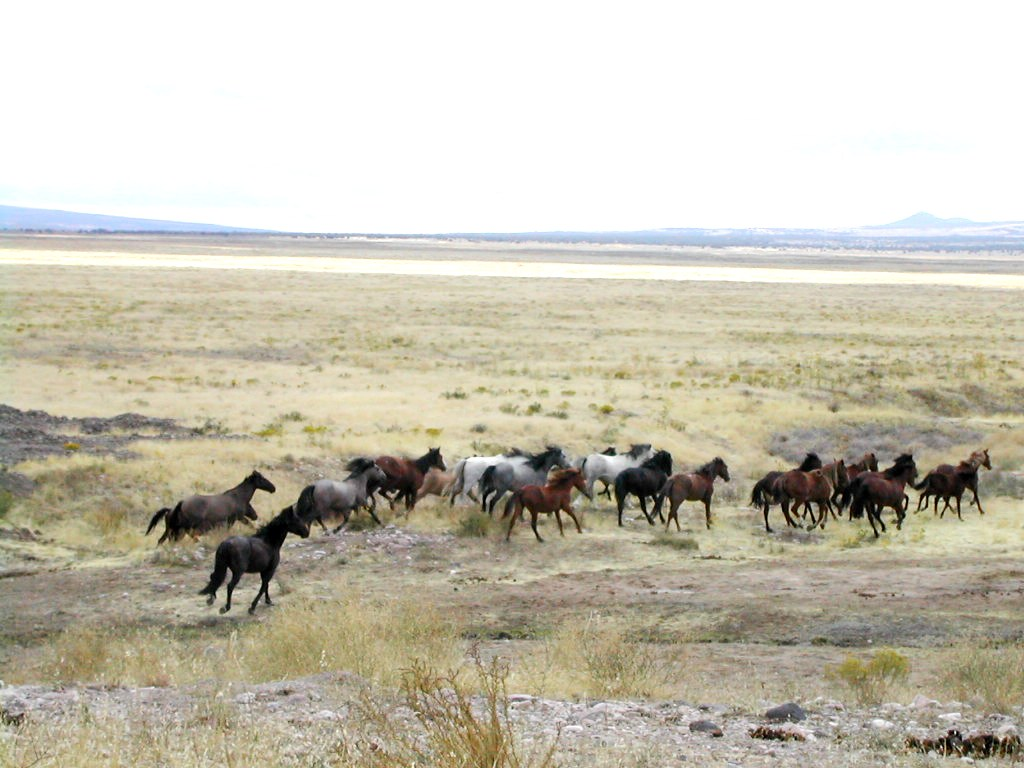
Arment de mustangs a Utah

Mustang, bronco o cimarrón són els cavalls indòmits de l'Amèrica del Nord o de les pampes argentines. A l'origen, són els termes anglesos o castellans amb què es designaven els esclaus fugitius o les ovelles esgarriades. El mot cimarrón es perd i bronco s'utilitza per a qualsevol cavall no domesticat.
La paraula anglesa mustang prové de la paraula mexicana mestengo. que deriva de «mesteño». Això explica que els colons europeus posteriors als espanyols es trobessin que algunes tribus índies muntessin a cavall, fet insòlit, ja que el cavall no existia a Amèrica abans del moment que aquesta fos descoberta pels europeus. Tot i que l'antecessor del cavall procedeix d'aquest continent, però va acabar extingint-se després de la deriva continental.
Les immenses planes nord-americanes i l'absència de depredadors naturals van contribuir a la seva rapidíssima expansió. De fet, un ramat de mustangs pot doblar la seva mida cada cinc anys. Han estat molt apreciats pels nadius i pels pioners per estar dotats d'una gran resistència i fortalesa, producte d'un enorme desenvolupament muscular.

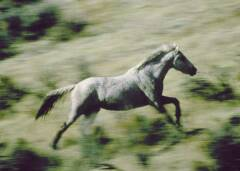
Mustang a Wyoming.

Al començament del segle xx, els mustang van arribar als dos milions de caps. Es van convertir en un problema per als ramaders, ja que competien amb el seu bestiar per la pastura. Així va començar la seva caça, i el seu nombre es va reduir gradualment fins a quedar en tan sols uns 320.000 animals a la darreria dels anys 1960. En vista del ràpid declivi del nombre de caps, el 1971 el Congrés dels Estats Units va aprovar una llei que declarava al mustang espècie protegida.